# Gurbandiz
Gurbandiz es un despoblado que actualmente forma parte del municipio de Condado de Treviño, en la provincia de Burgos, Castilla y León (España).

## Toponimia
A lo largo de los siglos ha sido también conocido con el nombre de Gurvandiz.

## Historia
Documentado desde 1257, se desconoce cuándo se despobló.